# Wapen van Onderbanken

Wapen van Onderbanken

Het wapen van de Nederlandse gemeente Onderbanken in Limburg is op 30 juli 1982 bij koninklijk besluit door de Hoge Raad van Adel aan de gemeente toegekend. Vanaf 2019 is het wapen niet langer als gemeentewapen in gebruik omdat de gemeente Onderbanken opging in de gemeente Beekdaelen.

## Geschiedenis
De gemeente Onderbanken is als gevolg van een gemeentelijke herindeling ontstaan door de samenvoeging van de voormalige gemeenten Bingelrade, Jabeek, Merkelbeek en Schinveld op 1 januari 1982.
De onderbanken waren in de Middeleeuwen een rechtsprekend college (schepenbanken), die ressorteerden onder de hoofdbank te Heerlen. Meestal worden deze voorgesteld door vrouwe Justitia, maar om het wapen overzichtelijk te houden is gekozen voor uitsluitend het zwaard en een kruisje te plaatsen om dit te symboliseren.
De leeuw is de leeuw van het Land van Valkenburg, waaraan het gebied al sinds de 14e eeuw was verbonden. Het slangenkopkruis komt uit het wapen van de familie Huyn van Amstenrade, en komt ook voor in de wapens van alle vier de voormalige gemeenten waaruit Onderbanken is ontstaan. Bij de aanvraag had de leeuw een gouden kroon en gouden nagels, maar dit zou verwarring kunnen scheppen met de Limburgse leeuw. De Hoge Raad van Adel heeft dit detail gewijzigd.

## Blazoen
De beschrijving van het wapen luidt:
Gedeeld : I in zilver een gekroonde dubbelstaartige leeuw van keel, II in keel een dubbel slangenkopkruis van zilver, waarop een schildje van zilver, beladen met 3 koeken van keel, over de delingslijn een zwaard van azuur met gevest van goud, overtopt met een kruisje van goud. Het schild gedekt met een gouden kroon van 3 bladeren en 2 parels.
N.B.:
- De heraldische kleuren in het wapen zijn keel (rood), zilver (wit), goud (geel) en azuur (blauw).

## Verwante wapens

Het wapen van Beekdaelen
Het wapen van Heerlen, eveneens met de Valkenburgse leeuw
Het wapen van Schinveld,  eveneens met het familiewapen van Huyn van Amstenrade
Het wapen van Bingelrade, idem
Het wapen van Merkelbeek, idem
Het wapen van Jabeek, idem
Het wapen van Brunssum, idem

Ambt Montfort
· Amby
· Amstenrade
· Arcen en Velden
· Baexem
· Beegden
· Beek
· Belfeld
· Bemelen
· Berg en Terblijt
· Bingelrade
· Bocholtz
· Borgharen
· Born
· Broekhuizen
· Broeksittard 
· Buggenum
· Bunde
· Cadier en Keer
· Echt 
· Eijsden
· Elsloo
· Eygelshoven
· Geleen
· Gennep
· Geulle
· Grathem
· Grevenbicht
· Gronsveld
· Grubbenvorst
· Gulpen 
· Haelen
· Heel
· Heel en Panheel
· Heer
· Helden
· Herten
· Heythuysen
· Hoensbroek
· Horn
· Horst
· Houthem
· Hulsberg
· Hunsel
· Itteren
· Jabeek
· Kessel
· Klimmen
· Limbricht
· Linne
· Maasbracht
· Maasbree
· Maasniel
· Margraten
· Meerlo
· Meerlo-Wanssum
· Meerssen
· Meijel
· Melick en Herkenbosch
· Merkelbeek
· Mheer
· Montfort
· Munstergeleen
· Neer
· Neeritter
· Nieuwenhagen
· Nieuwstadt
· Noorbeek
· Nuth
· Onderbanken
· Obbicht en Papenhoven
· Ohé en Laak
· Oirsbeek
· Ottersum
· Oud-Valkenburg
· Oud-Vroenhoven
· Posterholt
· Roggel
· Roggel en Neer
· Roosteren
· Schaesberg
· Schimmert
· Schinnen
· Schinveld
· Sevenum
· Simpelveld
· Sint Geertruid
· Sint Odiliënberg
· Sint Pieter
· Sittard
· Slenaken
· Spaubeek
· Stramproy
· Stevensweert
· Susteren
· Swalmen
· Tegelen
· Thorn
· Ubach over Worms
· Ulestraten
· Urmond
· Valkenburg
· Vlodrop
· Wanssum
· Wessem
· Wijlre
· Wijnandsrade
· Wittem